# آب‌انبار قاضی
آب‌انبار قاضی (کدیور) مربوط به دوره قاجار است و در سمنان، ابتدای محله کدیور واقع شده و این اثر در تاریخ ۲۵ خرداد ۱۳۸۱ با شمارهٔ ثبت ۵۸۳۹ به‌عنوان یکی از آثار ملی ایران به ثبت رسیده است.